# ブッダのように私は死んだ
「ブッダのように私は死んだ」（ブッダのようにわたしはしんだ）は、坂本冬美の楽曲。自身の50作目のシングルとして、ユニバーサル ミュージック ジャパンから2020年11月11日に発売された。
ジャケット画には坂本冬美をモデルとした日本画が使用されており、木村了子が描いている。

## 背景
桑田佳祐が他の歌手に楽曲を提供するのは、1997年以来約23年ぶりとなる。
きっかけは2018年のNHK紅白歌合戦にて、かねてからサザンオールスターズのファンであった坂本と桑田が初めて共演し、坂本がサザンのパフォーマンスを目の当たりにし感極まり、2019年初春に桑田に楽曲制作の依頼の手紙を送ったことから本作の制作が始まった。

## 制作
手紙が届いた当初の桑田は、当時の時点で自身の楽曲のレコーディングで手一杯だったため依頼を断っていたが、ふとしたきっかけで曲とAメロの歌詞が浮かびその勢いで曲作りを始めた。一方の坂本はこの経緯と桑田の状況を当時の時点では知らされておらず、手紙を書いていた段階で断られることを覚悟していたという。
2019年10月に桑田は改めて坂本側と連絡を取り坂本と対面したいという意向を伝え、自身が普段使用しているビクタースタジオに坂本を招き、完成させた歌詞を見せたうえで桑田の仮歌が吹きこまれている音源を聴かせ、キーなどの調整を経て、歌入れが行われた。これについては一旦断った仕事であった手前上、双方のスタッフのアイデアによりサプライズを仕掛ける形になり、坂本は事前のミーティングも無いまま曲が既に出来ていることと歌詞の内容を知ることになった。
桑田はギターを弾きながら「ここはちあきなおみさん風、あそこは美空ひばりさんの演歌風で」「♪箸の持ち方だけは〜の部分は都はるみさん風に」などといった歌唱指導を坂本に行った。

## プロモーション
本作の発売日の翌日に発売された『週刊文春』2020年11月19日号では「原色美女図鑑」のグラビアと「阿川佐和子のこの人に会いたい」に坂本が登場。また、桑田が行っている連載『ポップス歌手の耐えられない軽さ』では坂本との出会いやこの曲の制作背景を語っている。
2020年11月14日に放送された桑田のラジオ番組『桑田佳祐のやさしい夜遊び』（TOKYO FM）では、本作の発売を記念して坂本が電話出演を行った。
坂本は2020年のNHK紅白歌合戦で通算32回目の紅白出場となり、「ブッダのように私は死んだ」を披露した。なお、桑田も坂本にエールを送るためにVTRで紅白歌合戦に出演した。

## 批評
坂本はこの曲の歌詞について「正直、共感する部分もあった」と打ち明けており「あやめられるところまではいかなくても、女性なら一度や二度はこのような思いをした方はいると思う」「悟りを開いたブッダのように、彼女は悟ったんです。また男の人を愛して、同じことを繰り返してしまう、と。深い歌です。何度も歌ってみたいし、聴いてみたくなる」と評している。
約1年半後にシングル「酔中花」を発売しているが、坂本は本作に対して思い入れが強かったという。しかし本作の次のシングルは演歌で発売することを決めており、本作の流れを残しつつと考えて大人の艶歌を希望している。

## リリース・チャート成績
本作はCDによる初回限定盤・通常盤とカセットテープ、レコード（アナログ盤）の4種類の形態で発売される。初回限定盤にはBlu-rayでYouTubeに公開されていないミュージック・ビデオの完全版と歌唱版が収められる。
2021年1月10日にCDの出荷枚数が5万枚を超えたことが発表されている。

## 収録曲

### CD（初回限定盤・通常盤）
- 収録時間：15:03[18]

1. ブッダのように私は死んだ (5:01)
（作詞・作曲：桑田佳祐 　編曲：桑田佳祐&片山敦夫）
歌詞は坂本を主人公に見立てて描いており、悲しくも美しい愛に生き、愛に死にゆくある種の「小説」であり、また「歌謡サスペンス劇場」風に仕上がっている[7]。これまでも桑田はサザンの活動およびソロ作品の中で「死体置場でロマンスを」「ホリディ 〜スリラー「魔の休日」より」「殺しの接吻 〜Kiss Me Good-Bye〜」「東京」「簪 / かんざし」「愛撫と殺意の交差点」などのそういったテーマの楽曲を製作している[19][20][21]。
このような内容になった経緯として、制作当時の桑田は有料配信でサスペンスドラマやミステリー映画を観ることに傾倒しており（特に『ベイツ・モーテル』の影響があった事を言及している[1]）、坂本からの手紙の内容と映像の雰囲気が合い、桑田の中で楽曲のインスピレーションが出てきたという[7]。
ミュージック・ビデオは桑田のオリジナルストーリーの元、撮影が2日間にわたり行われた。内容は「歌謡サスペンス劇場」に仕上がっており、主人公は坂本で歌詞の物語に登場する「悪い男」役をTEAM NACSの戸次重幸が演じている[16][22]。このMVではこれまでに桑田が見たアメリカやヨーロッパのサスペンス作品のイメージ[注 2]が盛り込まれており、それらの要素を監督の青柳重徳に文字にして伝えた結果このような内容になっている[19]。MVは2020年11月6日にYouTubeで公開され、同年12月24日には動画が100万回再生を超えた。演歌歌手としては異例の早さとなり、音楽関係者も驚いたことコメントしている[23]。その後、紅白歌合戦で披露されたことで注目され、2021年1月10日時点で148万回再生された[17][24]。
2020年10月3日に放送された『桑田佳祐のやさしい夜遊び』にて、初オンエアーとなった[15]。
本楽曲をきっかけに「情念」をキーワードとして制作されたカバー・アルバム『Love Emotion』が2021年10月27日に発売され、本楽曲も収録されている[25]。
2. ブッダのように私は死んだ（Original Karaoke） (5:01)
3. ブッダのように私は死んだ（Instrumental） (5:00)

### カセットテープ
SIDE A
1. ブッダのように私は死んだ
2. ブッダのように私は死んだ（Original Karaoke）

SIDE B
1. ブッダのように私は死んだ（Instrumental）

### レコード
SIDE A
1. ブッダのように私は死んだ

SIDE B
1. ブッダのように私は死んだ（Original Karaoke）

## 参加ミュージシャン
- ブッダのように私は死んだ
  - 坂本冬美：Vocal
  - 桑田佳祐：Acoustic & Electric Guitar, Cowbell & Backing Vocal
  - 片山敦夫：Piano, Electric Piano, Synth-Bass & Synthesizer
  - 角谷仁宣：Computer Programming & Rhythm Programming
  - 菅坡雅彦：Trumpet

## 収録アルバム
| 曲名                     | 作品名       |
| ------------------------ | ------------ |
| ブッダのように私は死んだ | 坂本冬美35th |
| ブッダのように私は死んだ | Love Emotion |

## ラジオドラマ
楽曲を原案として、2020年12月14日から12月17日までの各日22時30分 - 22時45分（オールナイトニッポンMUSIC10内のフロート番組扱い）にラジオドラマとしてニッポン放送で放送。声の出演は木村多江と前川泰之。楽曲を提供した桑田が坂本を主人公に見立てて描いた作品の世界をそのままに男女の愛憎劇の世界観を再現しているという。なお、楽曲を唄う坂本も主人公が勤めるクラブのママとして特別出演する。

### キャスト
- 恵子 - 木村多江
- 浩二 - 前川泰之
- クラブのママ - 坂本冬美（特別出演）

### スタッフ
- 原案 - 桑田佳祐
- 歌 - 坂本冬美
- ストーリー - 田口よしひろ
- 脚本 - 北阪昌人